# Coenonympha ampelos
Coenonympha ampelos är en fjärilsart som beskrevs av Edwards 1897. Coenonympha ampelos ingår i släktet Coenonympha och familjen praktfjärilar. Inga underarter finns listade i Catalogue of Life.